# Eulogio d'Alessandria
Eulogio d'Alessandria (Siria, ... – 13 settembre 608) è stato un patriarca greco-ortodosso della sede di Alessandria d'Egitto, col nome di Eulogio I. È venerato come santo e la sua ricorrenza è il 13 settembre.

## Biografia
Combatté gli errori eretici del tempo in Egitto, soprattutto le varie fasi del monofisismo. Fu grande amico di papa Gregorio I, con il quale aveva una relazione epistolare, e dal quale ricevette molte attestazioni di stima ed ammirazione.
Eulogio rifiutò i Novaziani, antica setta di cui alcune comunità sopravvivono tuttora nella diocesi, rivendicando l'unione ipostatica delle due nature in Cristo, opponendosi sia a Nestorio che a Eutiche. Il cardinale Baronio disse che Gregorio avrebbe voluto che Eulogio gli sopravvivesse, riconoscendo in lui la voce della verità.
Oltre alle opere in cui attaccava le varie sette monofisite (Severiani, Cainiti e Acefali) lasciò undici discorsi in difesa di papa Leone I e del concilio di Calcedonia, oltre ad un'opera contro gli Agnoeti. Prima di pubblicarlo lo sottopose al giudizio di papa Gregorio I, che dopo qualche osservazione ne permise la pubblicazione nella sua forma non modificata. Con l'eccezione di un sermone e pochi altri frammenti, tutti gli scritti di Eulogio risalgono a questo periodo.